# Запис Утрине храст (Бождаревац)
Запис Утрине храст (Бождаревац) се налази на парцели чији је власник Република Србија.

## Локација
| Општина             | Барајево                                                                    |
| Катастарска општина | Бождаревац                                                                  |
| Потес               | Посавска                                                                    |
| Координате          | 44° 33′ 33″ С; 20° 23′ 18″ И / 44.559100000000001° С; 20.388400000000001° И |
| Надморска висина    | 153m                                                                        |

## Карактеристике
Дендрометријске вредности утврђене на терену и сателитским снимцима:
| Стабло                     | Храст |
| Висина стабла              | m     |
| Обим дебла                 | m     |
| Пречник крошње             | 2m    |
| Пречник дебла              | m     |
| Висина дебла до прве гране | m     |

## База записа
Запис је у оквиру Викимедија пројекта "Запис - Свето дрво" заведен под редним бројем 0986.